# Wyrolowani
Wyrolowani (tytuł oryg. Role Models) – amerykańsko-niemiecki film komediowy z 2008 roku, napisany i wyreżyserowany przez Davida Waina.